# Ravi (rapper)
Đây là một tên người Triều Tiên, họ là Kim.
Kim Won-sik  (tiếng Hàn: 김원식; sinh ngày 15 tháng 2 năm 1993), được biết đến với nghệ danh Ravi (tiếng Hàn: 라비), là một rapper, ca sĩ, nhạc sĩ và nhà sản xuất thu âm người Hàn Quốc, đồng thời là Giám đốc điều hành của hãng thu âm Groovl1n và The L1VE. Anh là cựu thành viên của nhóm nhạc nam Hàn Quốc VIXX và nhóm nhỏ VIXX LR. Anh ra mắt với tư cách nghệ sĩ solo vào ngày 9 tháng 1 năm 2017, với việc phát hành mini album đầu tay R.EAL1ZE.

## Sự nghiệp

### 2012–2013: Ra mắt và hoạt động solo
Ravi là một trong mười thực tập sinh là thí sinh của chương trình thực tế sống còn MyDOL của Mnet . Trong thời gian tham gia chương trình, Ravi đã xuất hiện trong các video âm nhạc cho "Let This Die" của Brian Joo và "Shake It Up" của Seo In-guk. Anh cuối cùng đã trở thành một trong sáu thí sinh được chọn làm đội hình cuối cùng cho nhóm nhạc nam mới VIXX. VIXX ra mắt vào ngày 24 tháng 5 năm 2012, trên M! Countdown với đĩa đơn "Super Hero", do Ravi đồng sáng tác. Vào ngày 14 và 15 tháng 6, trong thời gian quảng bá "Super Hero", màn trình diễn bài hát "Good Boy" của anh sẽ được ra mắt cùng Baek Ji-young.
Năm 2013, anh xuất hiện trong tập 4 của bộ phim truyền hình The Heirs của đài SBS cùng với các thành viên trong nhóm của mình.

### 2014–2015: Hợp tác và VIXX LR
Năm 2014, Ravi hợp tác với nghệ sĩ người Mỹ Chad Future với "Rock the World" từ mini album đầu tiên của Future. Ravi cũng xuất hiện trong video âm nhạc cho đĩa đơn.
Năm 2015, sau nhiều cân nhắc, Ravi trở thành thí sinh của cuộc thi rap truyền hình Show Me the Money 4 của Mnet nhưng bị loại ở vòng hai. Ravi được giới thiệu với vai trò rapper trong bài hát tiếng Trung "Diamond Love" của Rain từ nhạc phim Người tình kim cương (克拉 戀人) của Rain.
Vào ngày 7 tháng 8 năm 2015, Jellyfish Entertainment đã phát hành đoạn giới thiệu video trên trang web chính thức của VIXX sau màn đếm ngược bí ẩn với hình bóng của album đặc biệt cuối cùng của VIXX là Boys 'Record. Thời gian trôi qua, các thành viên của VIXX đã biến mất cho đến khi cuối cùng chỉ còn lại Leo và Ravi, điều này khiến người hâm mộ suy đoán rằng nó có nghĩa là một lần trở lại nữa của cả sáu thành viên. Đoạn giới thiệu video của VIXX LR sau đó đã được tiết lộ.
VIXX LR đã được Jellyfish Entertainment xác nhận là nhóm nhỏ chính thức đầu tiên của VIXX gồm rapper chính Ravi và giọng ca chính Leo. Mini album đầu tay của họ, Beautiful Liar , được phát hành vào ngày 17 tháng 8 năm 2015. Cùng ngày VIXX LR tổ chức buổi giới thiệu đầu tiên cho Beautiful Liar tại Yes24 Muv Hall ở Mapo-gu, Seoul.
Vào tháng 12 năm 2015, Ravi góp mặt trong đĩa đơn của nhóm nhạc nữ ballad Melody Day "When It Rains" (tiếng Hàn: 비가 내리면 ), như một phần của Dự án Ballad mùa đông của họ.
Vào ngày 31 tháng 12 năm 2015, Ravi đã tung ra một đoạn teaser trên tài khoản Twitter và Instagram cho mixtape đầu tiên R.ebirth với các ca khúc do chính anh sáng tác, viết và sản xuất.

### 2016–2019:R.ebirth,DamnRa,ra mắt solo vớiR.eal1ze,Nirvana, vàR.ook Book
Vào ngày 4 tháng 1 năm 2016, Ravi tiết lộ bản phát hành trước đầu tiên cho mixtape R.ebirth của anh, với ca khúc "Where Should I Go" có sự góp mặt của Microdot. Bản phát hành trước bản phát hành thứ hai "OX" có sự góp mặt của Basick , người chiến thắng trong Show Me the Money 4 , được phát hành vào ngày 20 tháng 1 năm 2016. Bản phát hành trước bản phát hành thứ ba "Good Girls" (tiếng Hàn: 착한 여자) gồm Hanhae và Soulman được phát hành vào ngày 4 tháng 2 năm 2016. Bản phát hành trước bản phát hành thứ tư và cuối cùng là "Move" được phát hành vào ngày 22 tháng 2 năm 2016. Kênh YouTube chính thức của VIXX và trên SoundCloud chính thức của Ravi. Vào ngày 4 tháng 3 năm 2016, danh sách theo dõi đã được tiết lộ trên Instagram của Ravi. Phiên bản đầy đủ của R.ebirth được phát hành vào ngày 12 tháng 3 năm 2016 có sẵn miễn phí dưới dạng phương tiện phát trực tuyến cũng trên SoundCloud và YouTube. Để kỷ niệm việc phát hành R.ebirth, Ravi đã tổ chức một buổi giới thiệu, mang tên Ravi's 1st Live Party [R.EBIRTH], vào ngày 19 và 20 tháng 3 năm 2016 tại Hyundai Card Understage ở Seoul. Các rapper Basick, Esbee và DJ / nhà sản xuất SAM & SP3CK đã tham dự chương trình với tư cách là những nghệ sĩ biểu diễn nổi bật và các thành viên VIXX Leo, N, Ken, Hongbin và Hyuk cũng tham dự với tư cách khách mời.
Vào ngày 14 tháng 7 năm 2016, Ravi tham gia vào dự án kênh âm nhạc mới Jelly Box của Jellyfish Entertainment và phát hành đĩa đơn "DamRa" kết hợp cùng bộ đôi DJ / nhà sản xuất SAM & SP3CK. "DamageRa" được phát hành cùng với một video ca nhạc trình diễn. Vào ngày 26 tháng 9, Ravi phát hành một ca khúc mixtape có tựa đề "Who are U" và có sự tham gia của Superbee.
Tính đến tháng 10 năm 2016 với việc phát hành Kratos, Ravi đã đóng góp vào việc viết và sáng tác hơn 46 bài hát do VIXX thu âm.
Vào ngày 26 tháng 12 năm 2016, có thông báo rằng Ravi sẽ ra mắt với tư cách là một nghệ sĩ solo với mini album mang tên R.eal1ze vào ngày 9 tháng 1 năm 2017 và sẽ tổ chức một buổi hòa nhạc solo từ ngày 6 tháng 1 đến ngày 8 tháng 1 tại Yes24 Muv Hall ở Mapo, Seoul.
Vào ngày 4 tháng 1 năm 2017, Ravi đã phát hành trước một đĩa đơn, "Home Alone" (tiếng Hàn: 나홀로 집에) có sự góp mặt của Jung Yong-hwa từ mini album đầu tay R.eal1ze.
Vào ngày 9 tháng 1 năm 2017, Ravi đã phát hành mini album đầu tay R.eal1ze , bao gồm ba bài hát từ mixtape trước của anh cùng với bốn bài hát mới bao gồm ca khúc chủ đề “Bomb” có sự góp mặt của San E. Anh là nhà sản xuất, và đích thân phụ trách phần sáng tác, sắp xếp và viết lời của mỗi bài hát.
Vào ngày 7 tháng 2 năm 2019, Ravi và Chungha xác nhận rằng họ sẽ phát hành sự hợp tác của mình vào ngày 18 tháng 2. Như đã dự định, đĩa đơn Live mới đã được phát hành trên các trang web phát nhạc khác nhau.
Vào ngày 22 tháng 2 năm 2019, mini album thứ hai R.ook Book của Ravi được thông báo sẽ phát hành vào ngày 5 tháng 3.
Trong tháng 3, Ravi xuất hiện trong một số chương trình âm nhạc biểu diễn "Runway" và "Tuxedo".
Ravi đã có buổi hòa nhạc solo thứ ba REAL-LIVE R.OOK BOOK diễn ra tại Yes24 Live Hall ở Seoul vào ngày 22-24 tháng 3.
Vào ngày 8 tháng 11 năm 2019, Ravi phát hành phần đầu tiên của mini album thứ ba Limitless . Phần thứ hai của album được phát hành vào ngày 23 tháng 11.

### 2020–2023:El Dorado,Paradise,RosesvàLove&Fightvà rời khỏi VIXX
Vào ngày 24 tháng 2 năm 2020, Ravi phát hành album phòng thu đầu tiên El Dorado , với "Rockstar" là ca khúc chủ đề.
Vào ngày 28 tháng 7 năm 2020, Ravi phát hành mini album mùa hè Paradise , cùng với ca khúc chủ đề cùng tên có sự góp mặt của Ha Sung-woon.
Vào ngày 3 tháng 6 năm 2021, Ravi phát hành mini album thứ tư Roses , cùng với các ca khúc chủ đề "Flower Garden" và "Cardigan".
Vào ngày 8 tháng 2 năm 2022, Ravi phát hành album phòng thu thứ hai Love & Fight , với "Winner" là ca khúc chủ đề có sự góp mặt của Ash Island.
Vào ngày 21 tháng 2 năm 2022, công ty quản lý của Ravi xác nhận rằng các buổi hòa nhạc của anh vào tháng 2 đã tạm thời bị hoãn lại do sự lây lan của Covid-19.
Vào tháng 4 năm 2022, Ravi thông báo rằng anh sẽ tiếp tục các buổi biểu diễn vào ngày 7 và 8 tháng 5 năm 2022.
Sau khi xuất hiện với tư cách là một diễn viên bình thường trong 2 năm 4 tháng, Ravi rời khỏi chương trình tạp kỹ 2 Days & 1 Night của đài KBS để chuẩn bị cho việc nhập ngũ sắp tới của mình. Tập cuối cùng của anh được phát sóng vào ngày 1 tháng 5 năm 2022 và anh đã phát hành một đĩa đơn có tựa đề "Who We Are" ( Tiếng Hàn :  안녕 ; RR :  Annyeong ; lit.  Goodbye) vào cùng ngày với một bài hát chia tay.
Vào ngày 11 tháng 8 năm 2022, có thông báo rằng Ravi sẽ phát hành một hình ảnh giới thiệu về album đơn mới của Ravi "BYE".
Vào ngày 5 tháng 9 năm 2022, có thông báo rằng Ravi sẽ phát hành album EP "Love & Holiday", sẽ được phát hành vào ngày 12 tháng 9.
Vào ngày 6 tháng 10 năm 2022, họ phát hành đĩa đơn mới "Fashionable Dance", sẽ phát hành vào ngày 13 tháng 10.
Vào ngày 11 tháng 4 năm 2023, Ravi thông báo rằng anh đã rời khỏi VIXX sau vấn đề tham nhũng liên quan đến nghĩa vụ quân sự của anh.

## Groovl1n
Vào ngày 27 tháng 6 năm 2019, Ravi đã tiết lộ thông qua tài khoản Twitter và Instagram của mình tên nhãn hiệu hip-hop Groovl1n (tiếng Hàn :  그루 블린), là sự kết hợp giữa Groove và Goblin , có nghĩa là "Dân gian tuyệt vời của phương hướng".
Hãng bao gồm Cold Bay, Chillin Homie và Xydo (Park Chi Woong) mà anh đã làm việc cùng trong quá khứ. Hiện tại, các rapper Hàn Quốc JUSTHIS , NAFLA và nhóm nhảy PRIMEKINGZ đều được tham gia.

## L1ve
Vào ngày 20 tháng 7 năm 2021, Ravi thành lập nhãn hiệu mới của mình, The L1ve. Hãng nhằm mục đích hỗ trợ các nghệ sĩ âm nhạc ở nhiều thể loại khác nhau.
Vào ngày 22 tháng 7 năm 2021, Ailee thông báo rằng cô sẽ gia nhập hãng mới, với tư cách là nghệ sĩ chính thức đầu tiên của họ. Vào ngày 31 tháng 8 năm 2021, Wheein đã ký hợp đồng độc quyền với công ty quản lý.

## Cuộc sống cá nhân

### Nghĩa vụ quân sự
Vào ngày 7 tháng 10 năm 2022, công ty quản lý của Ravi thông báo rằng anh sẽ nhập ngũ để thực hiện nghĩa vụ quân sự bắt buộc vào ngày 27 tháng 10. Sau khi hoàn thành khóa huấn luyện cơ bản, anh sẽ hoàn thành nghĩa vụ của mình với tư cách là một nhân viên xã hội.

## Các vấn đề pháp lý và tranh cãi

### Nghi ngờ dính líu đến vụ án tham nhũng nghĩa vụ quân sự động kinh năm 2022
Vào ngày 12 tháng 1 năm 2023, hai người môi giới miễn nghĩa vụ quân sự bị các công tố viên thẩm vấn đã bị bắt và bị buộc tội. Cuộc điều tra đã xác nhận rằng tên của Ravi là một trong những khách hàng đã được tư vấn. Cơ quan của Ravi, ban đầu không thể liên lạc được, sau đó đã thông báo rằng chỉ thích hợp đưa ra tuyên bố sau khi họ tìm hiểu chi tiết, vì cuộc điều tra có liên quan đến nghĩa vụ bảo vệ đất nước. 
Sau đó, các điều tra viên tìm thấy tài liệu khám nghĩa vụ quân sự của Ravi trên điện thoại di động của ông Gu, một trong những kẻ môi giới nghĩa vụ quân sự bất hợp pháp.
Vào ngày 10 tháng 2 năm 2023, cơ quan này xác nhận rằng Ravi chưa bao giờ bị công tố viên triệu tập vì tội trốn nghĩa vụ quân sự. Nếu có yêu cầu điều tra, Ravi sẵn sàng hợp tác toàn diện.
Vào ngày 2 tháng 3 năm 2023, Văn phòng Công tố Quận Nam Seoul đã yêu cầu lệnh bắt giữ Ravi. Vào ngày 7 tháng 3 năm 2023, thẩm phán phụ trách vụ án đã bác bỏ lệnh bắt giữ vì không có khả năng Ravi bỏ trốn hoặc tiêu hủy bằng chứng.
Vào ngày 13 tháng 3 năm 2023, một cuộc họp báo do Văn phòng Công tố viên Quận Nam Seoul và Cục Quân nhân tổ chức đã xác nhận rằng 137 người (109 người, 5 quan chức chính phủ, 21 đồng phạm và hai nhà tuyển dụng quân sự) bao gồm cả chính Ravi, đã bị buộc tội vì vi phạm Luật nghĩa vụ quân sự.
Vào ngày 11 tháng 4 năm 2023, tòa án kết luận Ravi phạm tội vi phạm Đạo luật nghĩa vụ quân sự, trong khi Ravi thừa nhận mọi cáo buộc và xin lỗi, đồng thời bên công tố yêu cầu anh bị kết án 2 năm tù.

## Danh sách đĩa nhạc

### Album phòng thu
| Tên        | Thông tin chi tiết | Thứ hạng cao nhất | Doanh số      |
| Tên        | Thông tin chi tiết | KOR Gaon          | Doanh số      |
| ---------- | --- | ----------------- | ------------- |
| El Dorado  | - Phát hành: 24 tháng 2, 2020 - Nhãn: Groovl1n, Genie Music, Stone Music Entertainment - Định dạng: CD, tải xuống kỹ thuật số, phát trực tuyến Theo dõi danh sách 1. "El Dorado (Prod. Puff) 2. "Po$ei (feat. Khundi Panda) (Prod. Puff) 3. "Dream Catcher" (feat. Reddy, Bill Stax) (Prod. Flash Note) 4. "Lo-fi" (feat. Sik-K) (Prod. Flash Note, Puff) 5. "Rockstar" (feat. Paloalto) (Prod. Yuth) 6. "Goddess" (feat. Xydo) (Prod. Clam) 7. "Yeopo" (여포 (呂布)) (feat. Rohann, Chillin Homie) (Prod. QuizQuiz) 8. "Doberman" (feat. G2) (Prod. Flash Note) 9. "Full Time Digga" (feat. sokodomo, Raf Sandou) (Prod. Flash Note) 10. "Knife Dance" (칼춤 (劍舞)) (feat. Xydo, Cold Bay, Chillin Homie) (Prod. Clam) 11. "Where Am I" (Groovl1n Remix) (Bonus track) | 5                 | - KOR: 7,583  |
| Love&Fight | - Phát hành: 8 tháng 2, 2022 - Nhãn: Groovl1n, Warner Music Korea - Định dạng: CD, tải xuống kỹ thuật số, phát trực tuyến Theo dõi danh sách 1. "Guns" 2. "Virus" (feat. Justhis) 3. "Winner" (feat. Ash Island) 4. "Love Hate Fight" (feat. Nafla) 5. "What's My Problem" 6. "Let Me Down Slowly" (feat. Cold Bay) 7. "Drowning in the Rain" 8. "1,2,3" (feat. Xydo) 9. "Cannonball" (feat. Paul Blanco) 10. "Ani" (feat. Jeon So-yeon của (G)I-dle) 11. "Warrior" | 8                 | - KOR: 12,419 |

### Đĩa mở rộng
| Tên                                                                          | Thông tin chi tiết | Thứ hạng cao nhất | Thứ hạng cao nhất | Thứ hạng cao nhất | Doanh số      |
| Tên                                                                          | Thông tin chi tiết | KOR Gaon          | TW                | US World          | Doanh số      |
| ---------------------------------------------------------------------------- | --- | ----------------- | ----------------- | ----------------- | ------------- |
| R.eal1ze                                                                     | - Phát hành: 9 tháng 1, 2017 - Nhãn: Jellyfish Entertainment, CJ E&M - Định dạng: CD, tải xuống kỹ thuật số Theo dõi danh sách 1. Bomb (feat. San E) 2. Rose (feat. Ken của VIXX) 3. Ladi Dadi (feat. Microdot, Jero) 4. Home Alone (나홀로 집에) (feat. Jung Yong-hwa) 5. Do The Dance (아 몰라 일단) 6. Lean On Me 7. Möbius Strip (뇌비우스의 띠) (feat. Esbee) | 2                 | 11                | 8                 | - KOR: 22,839 |
| R.ook Book                                                                   | - Phát hành: 5 tháng 3, 2019 - Nhãn: Jellyfish Entertainment - Định dạng: CD, tải xuống kỹ thuật số Theo dõi danh sách 1. R.ook Book 2. Tuxedo 3. L.A.Y.E.R.E.D (feat. SAAY) 4. See-Through (녹는점) (feat. Cold Bay) 5. Runway 6. U-niverse (Cosmocorps) (feat. Rick Bridges) 7. Hoodie feat. Xydo, Raf Sandou) 8. Live (feat. Chungha) (Bonus track) | 6                 | —                 | —                 | - KOR: 18,048 |
| Limitless                                                                    | - Phát hành: 8 tháng 11 năm 2019 (Phần 1) - Phát hành: 25 tháng 11, 2019 (Phần 2) - Nhãn: Groovl1n, Genie Music, Stone Music Entertainment - Định dạng: Tải xuống kỹ thuật số Theo dõi danh sách Phần 1 1. NZT (Prod. Yuth) 2. Limitless (feat. Sik-K, Xydo) (Prod. Yuth) 3. Venom (feat. Ja Mezz) (Prod. Dakshood) 4. Zombie 5. Bada$$ (feat. Cold Bay) (Prod. Flash Note) 6. Brag (feat. Chillin Homie) (Prod. Flash Note) Phần 2 1. Q&A (feat. Zene The Zilla) (Prod. Yuth) 2. How Could You (feat. Raf Sandou) (Prod. Yuth) 3. Turn On The Light (feat. Twlv) (Prod. Yuth) 4. Drug (feat. Kim Hyo-Eun) (Prod. Cool Cat) 5. Arousal (각성) (Prod. Yuth) | —                 | —                 | —                 | —             |
| Paradise                                                                     | - Phát hành: 28 tháng 7, 2020 - Nhãn: Groovl1n, Warner Music Korea - Định dạng: Tải xuống kỹ thuật số Theo dõi danh sách 1. U-Turn (유턴) 2. Paradise (feat. Ha Sung-woon) 3. Water Gun 4. Question Mark 5. If (feat. Big Naughty) (Prod. Woogie) 6. Rain Drop (비♡) (feat. Lee Na-eun của April) | —                 | —                 | —                 | —             |
| Roses                                                                        | - Phát hành: 3 tháng 6, 2021 - Nhãn: Groovl1n, Warner Music Korea - Định dạng: Tải xuống kỹ thuật số Theo dõi danh sách 1. Flower Garden (꽃밭) 2. Cardigan (feat. Wonstein) 3. Chee$e (feat. BLNK, Ahn Byeong Woong) 4. Red Velvet (feat. Jamie) 5. Roses 6. Freezing Point (어는점) (feat. Xydo) 7. I Don't Deny | —                 | —                 | —                 | —             |
| "—" denotes releases that did not chart or were not released in that region. | |                   |                   |                   |               |

### Mixtape
| R.ebirth                                                                     | - Phát hành: 12 tháng 3 năm 2016 - Nhãn: Jellyfish Entertainment, CJ E&M - Định dạng: Âm thanh truyền trực tuyến | — |
| R.ebirth                                                                     | - Phát hành lại (R.ebirth 2016) : ngày 5 tháng 1 năm 2018 - Nhãn: Jellyfish Entertainment, CJ E&M - Định dạng: Tải xuống kỹ thuật số Theo dõi danh sách 1. R.ebirth 2. Move 3. Lean On Me 4. OX (feat. Basick) 5. Möbius Strip (뇌비우스의 띠) (feat. Esbee) 6. Control (Interlude) 7. Nod (끄덕끄덕) (feat. Donutman) 8. Good Women (착한 여자) (feat. Hanhae, Soulman) 9. Do The Dance (아 몰라 일단) 10. Where Should I Go (feat. Microdot) 11. Where Should I Go (Solo Ver.) 12. Who Are U (ft. Superbee) 13. Lucid Dream (feat. MICRODOT) 14. Hong Gil Dong | — |
| Nirvana                                                                      | - Phát hành: 22 tháng 1 năm 2018 - Nhãn: Jellyfish Entertainment, CJ E&M - Định dạng: Tải xuống kỹ thuật số Theo dõi danh sách 1. Boiling Point (끓는점) (feat. Sik. K) 2. Chameleon 3. Nirvana (feat. Park Ji-min) 4. Ravi Da Loca 5. Payday (feat. Choi Choa, OLNL) 6. Alcohol 7. Where Am I (feat. Microdot) | 5 |
| K1tchen                                                                      | - Phát hành: 26 tháng 6, 2018 - Nhãn: Jellyfish Entertainment, CJ E&M - Định dạng: Tải xuống kỹ thuật số Theo dõi danh sách 1. Payback (feat. Coogie) 2. Sparring 3. Frypan (feat. Double K, Microdot) 4. Pavlov's Dog (파블로프의 개) (feat. Cold Bay, Basick) 5. Scarynightt 6. Shot (Bonus track) | — |
| Nirvana II                                                                   | - Phát hành: 29 tháng 8, 2019 - Nhãn: Groovl1n, Genie Music, Stone Music Entertainment - Định dạng: Tải xuống kỹ thuật số Theo dõi danh sách 1. Two Tone Drip (feat. Park Ji Woo, Make A Movie) (Prod. Cosmic Boy) 2. Leopard (feat. Solar của Mamamoo) (Prod. Cosmic Boy) 3. Still Nirvana (feat. Haon, Xydo) (Prod. Puff) 4. 0.I (Prod. GXXD) 5. Versa (Prod. Yuth) 6. Service (고객) (Prod. Yuth) 7. Unicorn (feat. Cold Bay) (Prod. GXXD) | — |
| "—" denotes releases that did not chart or were not released in that region. | |   |

### Đĩa đơn
| Tên                                                                          | Năm           | Thứ hạng cao nhất | Doanh số            | Album                         |
| Tên                                                                          | Năm           | KOR Gaon          | Doanh số            | Album                         |
| Nghệ sĩ chính                                                                | Nghệ sĩ chính | Nghệ sĩ chính     | Nghệ sĩ chính       | Nghệ sĩ chính                 |
| ---------------------------------------------------------------------------- | ------------- | ----------------- | ------------------- | ----------------------------- |
| "DamnRa" (feat. SAM&SP3CK)                                                   | 2016          | —                 | —                   | Đĩa đơn không nằm trong album |
| "Who are U?" (feat. Superbee)                                                | 2016          | —                 | —                   | Đĩa đơn không nằm trong album |
| "Home Alone" (나홀로 집에) (feat. Jung Yong-hwa)                             | 2017          | 83                | - KOR (DL): 19,987+ | R.eal1ze                      |
| "Bomb" (feat. San E)                                                         | 2017          | 60                | - KOR (DL): 18,503+ | R.eal1ze                      |
| "Adorable" (feat. Yang Yo-seob của Highlight)                                | 2018          | —                 | —                   | Đĩa đơn không nằm trong album |
| "Live" (feat. Chungha)                                                       | 2019          | —                 | —                   | R.ook Book                    |
| "Tuxedo"                                                                     | 2019          | 85                | —                   | R.ook Book                    |
| "See-Through" (녹는점) (feat. Cold Bay)                                      | 2019          | —                 | —                   | R.ook Book                    |
| "Blossom" (feat. Eunha của GFriend)                                          | 2019          | 67                | —                   | Đĩa đơn không nằm trong album |
| "Vacay" (베케이)                                                             | 2019          | —                 | —                   | Đĩa đơn không nằm trong album |
| "Q&A" (feat. Zene the Zilla)                                                 | 2019          | —                 | —                   | Limitless                     |
| "Brag" (feat. Chillin Homie)                                                 | 2019          | —                 | —                   | Limitless                     |
| "Limitless" (feat. Sik-K, Xydo)                                              | 2019          | —                 | —                   | Limitless                     |
| "Drug" (feat. Keem Hyo-eun)                                                  | 2019          | —                 | —                   | Limitless                     |
| "Limitless" (feat. Sik-K & Xydo)                                             | 2019          | —                 | —                   | Limitless                     |
| "Rockstar" (feat. Paloalto)                                                  | 2020          | —                 | —                   | El Dorado                     |
| "What About You" (묻지마) (feat. Ailee)                                      | 2020          | —                 | —                   | Đĩa đơn không nằm trong album |
| "Rain Drop" (비♡) (feat. Lee Na-eun của April)                               | 2020          | —                 | —                   | Paradise                      |
| "Paradise" (feat. Ha Sung-woon)                                              | 2020          | —                 | —                   | Paradise                      |
| "Leaf" (낙엽) (feat. 10cm)                                                   | 2020          | —                 | —                   | Đĩa đơn không nằm trong album |
| "Bum" (범) (feat. Chillin Homie & Kid Milli)                                 | 2021          | —                 | —                   | Đĩa đơn không nằm trong album |
| "Cardigan" (feat. Wonstein)                                                  | 2021          | —                 | —                   | Roses                         |
| "Flower Garden" (꽃밭)                                                       | 2021          | —                 | —                   | Roses                         |
| "Ani" (애니) (feat. Jeon So-yeon của (G)I-dle)                               | 2021          | —                 | —                   | Love&Fight                    |
| "Winner" (feat. Ash Island)                                                  | 2022          | —                 | —                   | Love&Fight                    |
| Nghệ sĩ nổi bật                                                              |               |                   |                     |                               |
| "Rock the World" (Chad Future feat. Ravi)                                    | 2014          | —                 | —                   | The First Mini Album          |
| "Diamond Love" (Rain feat. Ravi)                                             | 2015          | —                 | —                   | Diamond Lover OST             |
| "When It Rains" (비가 내리면) (Melody Day feat. Ravi)                        | 2015          | 41                | - KOR: 40,112+      | Color                         |
| "Feeling Abandoned" (Kiggen feat. Eluphant, Ravi, ESBEE)                     | 2016          | —                 | —                   | The Original                  |
| "Use Me" (Kim Wan-sun feat. Ravi)                                            | 2016          | —                 | —                   | Đĩa đơn không nằm trong album |
| "Wave" (Microdot feat. Ravi, Lil Boi)                                        | 2016          | —                 | —                   | +64                           |
| "I'm Unfamiliar" (은근히 낯가려요) (Moon Se-yoon feat. Ravi)                 | 2021          | 135               | —                   | Debut Project                 |
| "—" denotes releases that did not chart or were not released in that region. |               |                   |                     |                               |

Ghi chú
1. ↑  "DamRa" là một công cụ quảng cáo cho nền tảng âm nhạc kỹ thuật số Jelly Box của Jellyfish Entertainment.[90]

## Buổi hòa nhạc

### Tiêu đề
- 2016: Ravi's 1st Live Party [R.EBIRTH]
- 2017: RAVI 1st REAL-LIVE [R.EAL1ZE]
- 2018: RAVI 2nd REAL-LIVE NIRVANA
- 2018: RAVI 1st SOLO EUROPE TOUR
- 2019: RAVI 3rd REAL-LIVE R.OOK BOOK

### Cùng tiêu đề
- 2017: Rapbeat Show 2017 in Australia

## Các phim đã đóng

### Phim truyền hình
| Năm      | Tên                                   | Vai                 | Nền tảng  | Ghi chú                 |
| -------- | ------------------------------------- | ------------------- | --------- | ----------------------- |
| 2014     | Người thừa kế                         | Chính anh           | SBS       | Khách mời - Tập 4       |
| 2015     | Show Me the Money 4                   | Người dự thi        | Mnet      | Bị loại ở vòng thứ hai. |
| 2016     | Gugudan Project - Extreme School Trip | Người kể chuyện     | MBC Music |                         |
| 2018     | Real Man 300                          | Diễn viên           | MBC       |                         |
| 2018     | King of Mask Singer                   | Thí sinh là "Burst" | MBC       | Tập 175                 |
| 2019–nay | Mùa 2 Ngày & 1 Đêm                    | Diễn viên           | KBS2      | Tập 1 - nay             |
| 2021     | Busted! S3                            | Chính anh           | Netflix   | Khách mời - Tập 7       |
| 2021     | Idol Dictation Contest                | Thành viên          | TVING     | Phần 1–2                |

## Giải thưởng và đề cử
| Lễ trao giải                    | Năm  | Danh mục                                                  | Người được đề cử / Công việc | Kết quả   | Tham khảo |
| ------------------------------- | ---- | --------------------------------------------------------- | ---------------------------- | --------- | --------- |
| Giải thưởng Thương hiệu của năm | 2020 | Ngôi sao thần tượng của năm                               | 2 Ngày & 1 Đêm               | Đoạt giải | [ 102 ]   |
| Giải thưởng giải trí KBS        | 2021 | Giải thưởng tân binh trong thể loại chương trình / tạp kỹ | 2 Ngày & 1 Đêm               | Đoạt giải | [ 103 ]   |
| K-Models Awards with AMF GLOBAL | 2021 | Hạng mục ca sĩ                                            | Ravi                         | Đoạt giải | [ 104 ]   |